# Hapsinotus brevicaudus
Hapsinotus brevicaudus là một loài tò vò trong họ Ichneumonidae.